# Coupe Banque Nationale 2017
Coupe Banque Nationale 2017 — тенісний турнір, що проходив на закритих кортах з килимовим покриттям. Це був 25-й за ліком Tournoi de Québec. Належав до серії International у рамках Туру WTA 2017. Відбувся в PEPS de l'Université Laval у Квебеку (Канада). Тривав з 11 до 17 вересня 2017 року.

## Очки і призові

### Нарахування очок
| Дисципліна       | П   | Ф   | ПФ  | ЧФ | 1/8 | 1/16 | Q   | Q2  | Q1  |
| Одиночний розряд | 280 | 180 | 110 | 60 | 30  | 1    | 18  | 12  | 1   |
| Парний розряд    | 280 | 180 | 110 | 60 | 1   | Н/Д  | Н/Д | Н/Д | Н/Д |

### Призові гроші
| Дисципліна       | П       | Ф       | ПФ      | ЧФ     | 1/8    | 1/16*  | Q2     | Q1   |
| Одиночний розряд | $43,000 | $21,400 | $11,500 | $6,175 | $3,400 | $2,100 | $1,020 | $600 |
| Парний розряд†   | $12,300 | $6,400  | $3,435  | $1,820 | $960   | Н/Д    | Н/Д    | Н/Д  |

↑ 
↑ 

## Учасниці основної сітки в одиночному розряді

### Сіяні учасниці
| Країна    | Гравчиня           | Рейтинг1 | Посіяний |
| --------- | ------------------ | -------- | -------- |
| Чехія     | Луціє Шафарова     | 37       | 1        |
| Франція   | Осеан Доден        | 48       | 2        |
| Угорщина  | Тімеа Бабош        | 59       | 3        |
| Німеччина | Татьяна Марія      | 61       | 4        |
| США       | Варвара Лепченко   | 64       | 5        |
| США       | Дженніфер Брейді   | 91       | 6        |
| Бельгія   | Алісон ван Ейтванк | 97       | 7        |
| Швейцарія | Вікторія Голубич   | 104      | 8        |

- 1 Рейтинг подано станом на 28 серпня 2017

### Інші учасниці
Нижче наведено учасниць, які отримали вайлдкард на участь в основній сітці:
- Дестані Аява[4]
- Александра Возняк
- Керол Чжао

Гравчині, що потрапили в основну сітку завдяки захищеному рейтингові:
- Джессіка Пегула
- Анна Татішвілі

Нижче наведено гравчинь, які пробились в основну сітку через стадію кваліфікації:
- Габріела Дабровскі
- Каролін Доулгайд
- Андреа Главачкова
- Алла Кудрявцева
- Шарлотт Робілард-Мієтт
- Фанні Штоллар

### Відмовились від участі
До початку турніру
- Ана Богдан →її замінила  Софія Кенін
- Джулія Босеруп →її замінила  Джеймі Лоеб
- Ежені Бушар[5] →її замінила  Марина Еракович
- Кейла Дей →її замінила  Луціє Градецька
- Каміла Джорджі →її замінила  Грейс Мін
- Патрісія Марія Тіг →її замінила  Сачія Вікері
- Гезер Вотсон →її замінила  Ейжа Мугаммад

### Знялись
- Осеан Доден (запаморочення)

## Учасниці основної сітки в парному розряді

### Сіяні пари
| Країна          | Гравчиня        | Країна | Гравчиня           | Рейтинг1 | Посіяний |
| --------------- | --------------- | ------ | ------------------ | -------- | -------- |
| Угорщина        | Тімеа Бабош     | Чехія  | Андреа Главачкова  | 25       | 1        |
| Чехія           | Луціє Градецька | Чехія  | Барбора Крейчикова | 66       | 2        |
| Швейцарія       | Ксенія Нолл     | Росія  | Алла Кудрявцева    | 138      | 3        |
| Велика Британія | Наомі Броді     | США    | Ейжа Мугаммад      | 140      | 4        |

- 1 Рейтинг подано станом на 28 серпня 2017

### Інші учасниці
Нижче наведено пари, які отримали вайлдкард на участь в основній сітці:
- Б'янка Андрееску /  Карсон Бренстін
- Джессіка Пегула /  Шарлотт Робілард-Мієтт

Наведені нижче пари отримали місце як заміна:
- Юс'ю Мейтейн Арконада /  Каролін Доулгайд

### Відмовились від участі
До початку турніру
- Джессіка Пегула

### Знялись
- Ксенія Нолл (травма лівої долоні)

## Переможниці та фіналістки

### Одиночний розряд
- Алісон ван Ейтванк —  Тімеа Бабош, 5–7, 6–4, 6–1

### Парний розряд
- Тімеа Бабош /  Андреа Главачкова —  Б'янка Андрееску /  Карсон Бренстін, 6–3, 6–1